# Malta na Mistrzostwach Świata w Lekkoatletyce 2017
Malta na Mistrzostwach Świata w Lekkoatletyce 2017 – reprezentacja Malty podczas Mistrzostw Świata w Londynie liczyła 1 zawodniczkę, która nie zdobył medalu.

## Rezultaty
| Zawodniczka         | Konkurencja        | Eliminacje | Eliminacje | Półfinał | Półfinał | Finał    | Finał   |
| Zawodniczka         | Konkurencja        | Rezultat   | Pozycja    | Rezultat | Pozycja  | Rezultat | Pozycja |
| ------------------- | ------------------ | ---------- | ---------- | -------- | -------- | -------- | ------- |
| Charlotte Wingfield | Bieg na 100 metrów | 11,82      | 35.        | NQ       | NQ       | NQ       | NQ      |